# Station Ruchocice
Station Ruchocice is een spoorwegstation in de Poolse plaats Ruchocice.